# Reißeck-Höhenbahn
| Kontinent | Europa              |                                                      |                                             |
| Land | Österreich          |                                                      |                                             |
| Bundesland | Kärnten             |                                                      |                                             |
| Streckenbezogene Daten |                     |                                                      |                                             |
| Die Reißeck-Höhenbahn kurz vor der Endstation Seenplateau/Berghotel Reißeck |                     |                                                      |                                             |
| Streckenlänge: | 3,3/~6,9 km         |                                                      |                                             |
| Spurweite: | 600 mm (Schmalspur) |                                                      |                                             |
| |                     |                                                      |                                             |
| \| \| 0,0 \| Schoberboden Anschluss von der Reißeck-Standseilbahn \| 2237 m ü. A. \| \| \| \| Tunnel \| 2130 m \| \| \| 3,3 \| Seenplateau/Berghotel Reißeck Ende der Personenbef. \| 2287 m ü. A. \| \| \| \| Tunneleinfahrt Materialbahn \| Ostportal \| \| \| ~4,8 0,0 \| Riedbock Abzweig zum Radlsee (unterirdisch) \| Riedbock Abzweig zum Radlsee (unterirdisch) \| \| \| 1,4 \| Tunnelausfahrt \| Nordportal \| \| \| 1,4 \| Radlsee Streckenende \| ~2400 m ü. A. \| \| \| \| Tunnelausfahrt \| Hochalmsee \| \| \| ~6,9 \| Hochalmsee Streckenende \| ~2400 m ü. A. \| |                     |                                                      |                                             |
| Kopfbahnhof Streckenanfang (Strecke außer Betrieb) | 0,0                 | Schoberboden Anschluss von der Reißeck-Standseilbahn | 2237 m ü. A.                                |
| Tunnel (Strecke außer Betrieb) |                     | Tunnel                                               | 2130 m                                      |
| Bahnhof (Strecke außer Betrieb) | 3,3                 | Seenplateau/Berghotel Reißeck Ende der Personenbef.  | 2287 m ü. A.                                |
| Tunnelanfang (Strecke außer Betrieb) |                     | Tunneleinfahrt Materialbahn                          | Ostportal                                   |
| Verschwenkung von links (Strecke außer Betrieb) (im Tunnel) · Verschwenkung von rechts (im Tunnel) | ~4,8 0,0            | Riedbock Abzweig zum Radlsee (unterirdisch)          | Riedbock Abzweig zum Radlsee (unterirdisch) |
| Tunnelende (Strecke außer Betrieb) · Strecke (im Tunnel) | 1,4                 | Tunnelausfahrt                                       | Nordportal                                  |
| Strecke (im Tunnel) | 1,4                 | Radlsee Streckenende                                 | ~2400 m ü. A.                               |
| Tunnelende (Strecke außer Betrieb) |                     | Tunnelausfahrt                                       | Hochalmsee                                  |
| | ~6,9                | Hochalmsee Streckenende                              | ~2400 m ü. A.                               |

Die Reißeck-Höhenbahn war eine Schmalspurbahn mit einer Spurweite von 600 mm, die bei der Bergstation Schoberboden ihren Ausgang genommen hatte. Sie wurde 2014 eingestellt.

## Geschichte
Für den Bau der Kraftwerksgruppe Reißeck-Kreuzeck musste eine Werksbahn errichtet werden, welche am 1. Juli 1953 in Betrieb genommen wurde. Da nach dem Abschluss der Bauarbeiten die Bahn für Erhaltungsarbeiten betriebsfähig gehalten werden musste, beschloss man die Bahn auch für den Fremdenverkehr zu nutzen. Die Reißeck-Höhenbahngesellschaft mbH wurde zwar schon im Jahr 1960 gegründet, allerdings erfolgte die Aufnahme des öffentlichen Verkehrs erst am 16. September 1965.
→ Näheres zum touristischen Betrieb siehe  Reißeckbahn.
Im Zuge der Erweiterung und Modernisierung der Kraftwerksanlage wurde auch die Einstellung der Höhenbahn geplant, um den Tunnel für größere Lastwagen befahrbar zu machen. Dazu war ein Abbau der Gleise und der oberen Triebwasserrohre des Reißeck-Jahresspeichers nötig. In Die Alpenbatterie wird dies als „Wermutstropfen aus regionaler, touristischer Sicht […] für viele“ und die Höhenbahn als „ein Wahrzeichen des Wiederaufbaus, aber leider ein unwirtschaftlich gewordenes Relikt aus der Bauzeit von Reißeck“ bezeichnet. Die Natur kam dem noch zuvor; am 1. August 2014 wurden durch Starkregen die Geleise der Höhenbahn teilweise unterspült. Am 9. August wurde der Notbetrieb mit einer provisorischen Haltestelle wieder aufgenommen.

Gleisunterspülung Sommer 2014
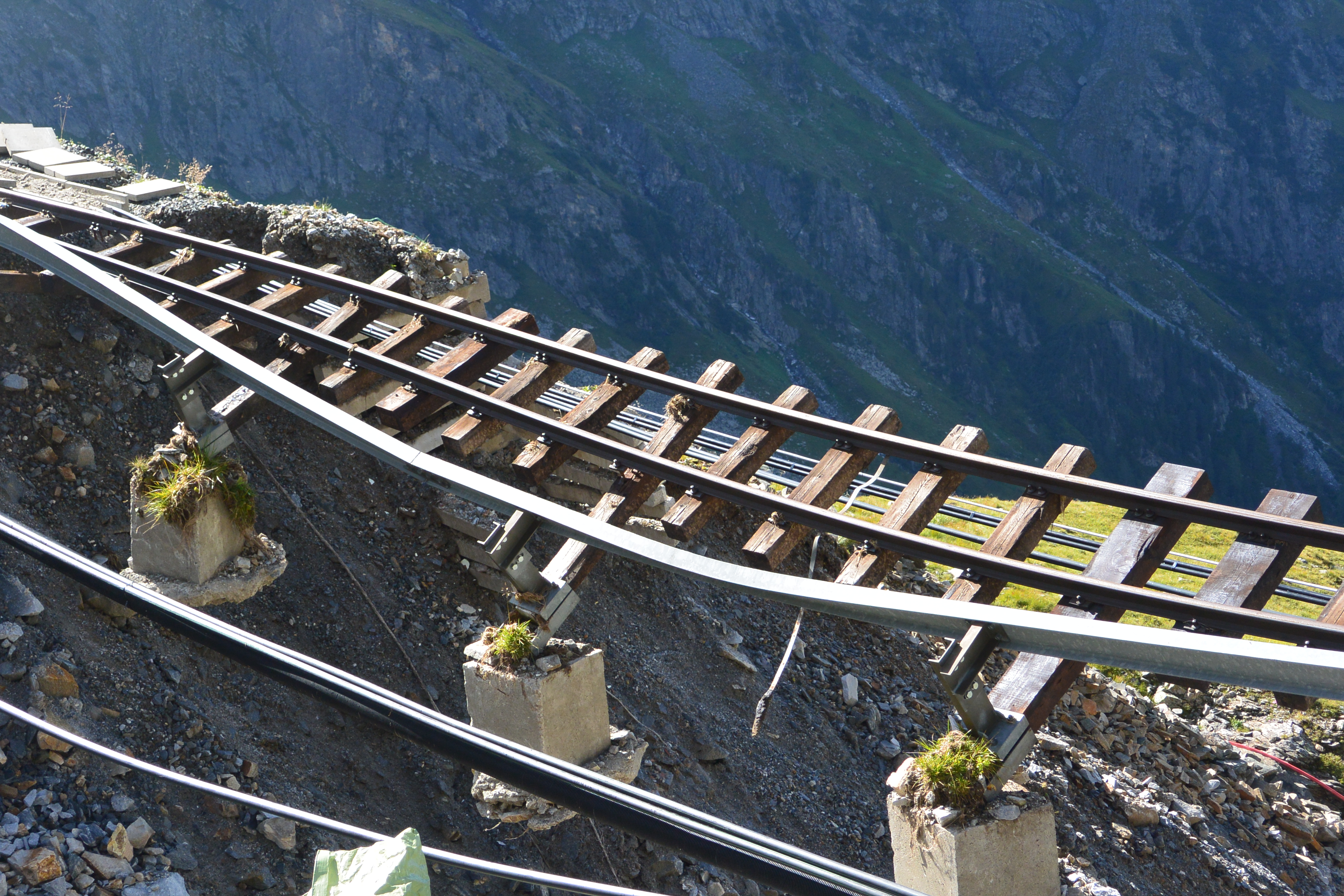
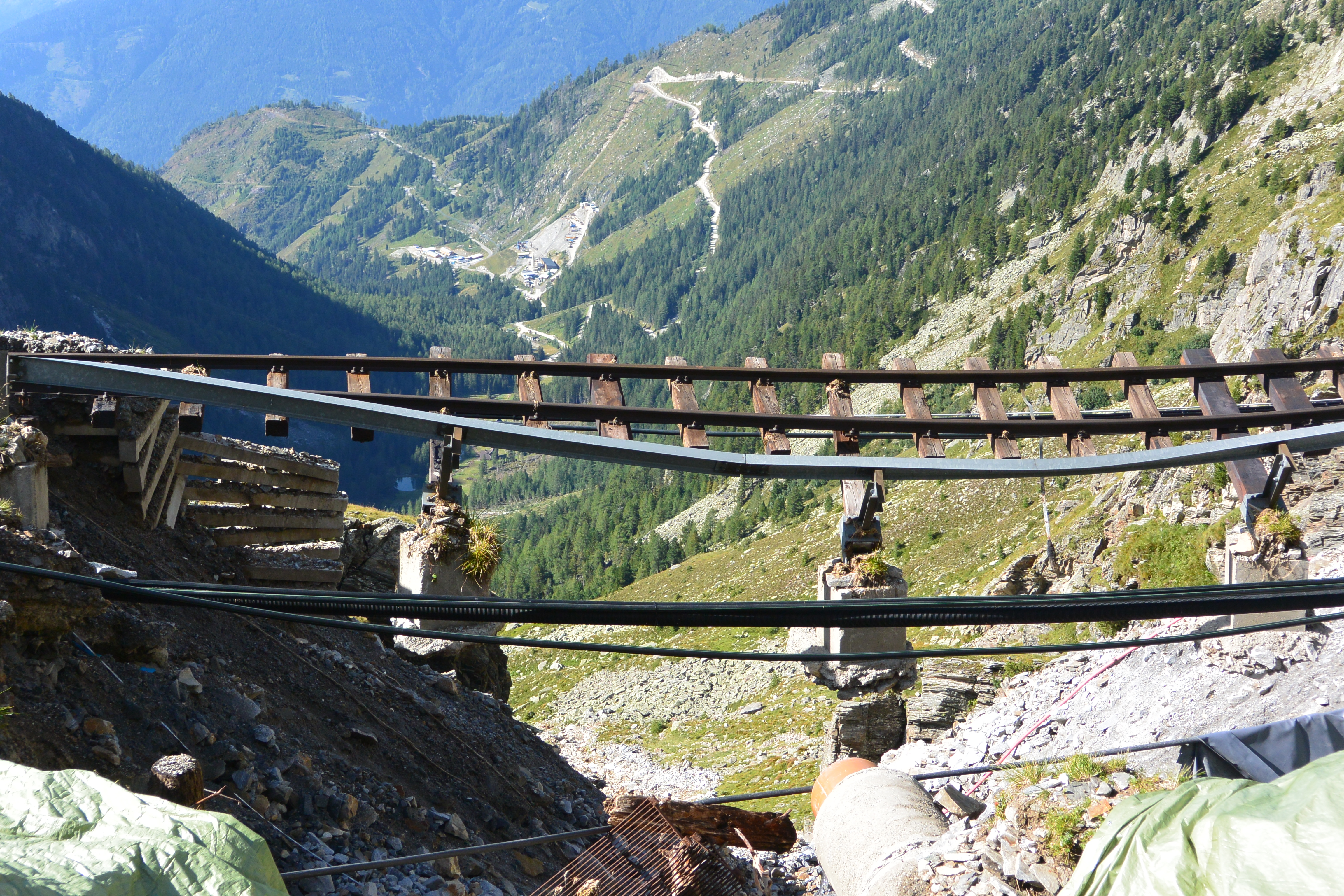
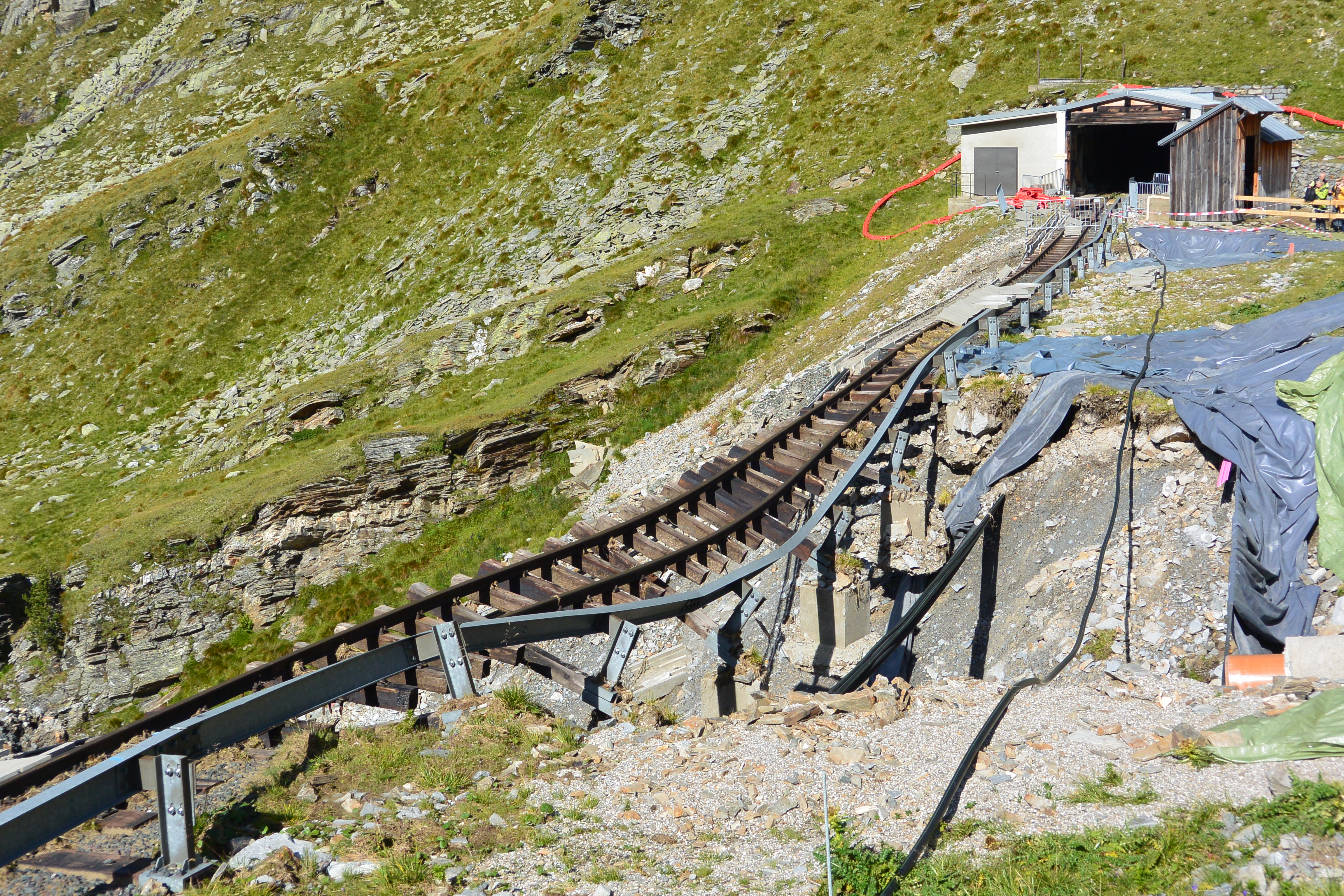

Am 7. September 2014 wurde der Betrieb der Höhenbahn, die durch Busse ersetzt werden sollte, endgültig eingestellt. Der Umbau der Tunnelstrecke in eine Fahrstraße verzögerte sich, da die Druckrohrleitung zum Kraftwerk Reißeck I wegen Verzögerungen beim Bau der Kraftwerksanlage Reißeck II länger als geplant in Betrieb bleiben musste. Der touristisch erschlossene Bereich endete daher ab 2014 am Schoberboden; im Jahr 2016 wurde auch der Betrieb der Reißeck-Standseilbahn aufgegeben.
Die Gleisanlagen der Bahn wurden im Jahr 2017 abgebaut und die Straße ausschließlich für Lkw-Baustellenverkehr ausgelegt. Ein touristischer Verkehr mit Bussen wurde nicht eingerichtet.

## Strecke
Im Anschluss an die Reißeck-Standseilbahn verband die Reißeck-Höhenbahn den Schoberboden mit dem Seenplateau. Die Strecke war 3359 m lang, wovon 2130 m in einem Rohrstollen verliefen. Die Endstation für den Personenverkehr lag beim Berghotel Reißeck auf 2250 m ü. A. (46° 55′ 1″ N, 13° 22′ 5″ O). Damit war die Höhenbahn die höchstgelegene Eisenbahn Österreichs mit öffentlichem Verkehr und eine der höchstgelegenen Europas ohne Zahnstangenabschnitte. Ein Zug konnte 68 Personen befördern.
Kurz vor der Endstation Seenplateau zweigte eine 250 Meter lange Seilzugstrecke zu einer Werksbahn für Materialtransporte des Verbunds ab. Diese ging in eine Adhäsionsstrecke über, die nach wenigen Metern im Ostportal in einen rund 3 km langen Tunnel mündet, in dem sie sich zum Hochalmsee und zum Radlsee aufteilt. Diese Strecken enden auf etwa 2400 m. In dem Tunnel verlaufen auch die Rohrleitungen zu den genannten Stauseen. Es liegen keine Quellen darüber vor, ob dieser Abschnitt nach der Aufgabe der öffentlichen Strecke noch betriebsfähig blieb.

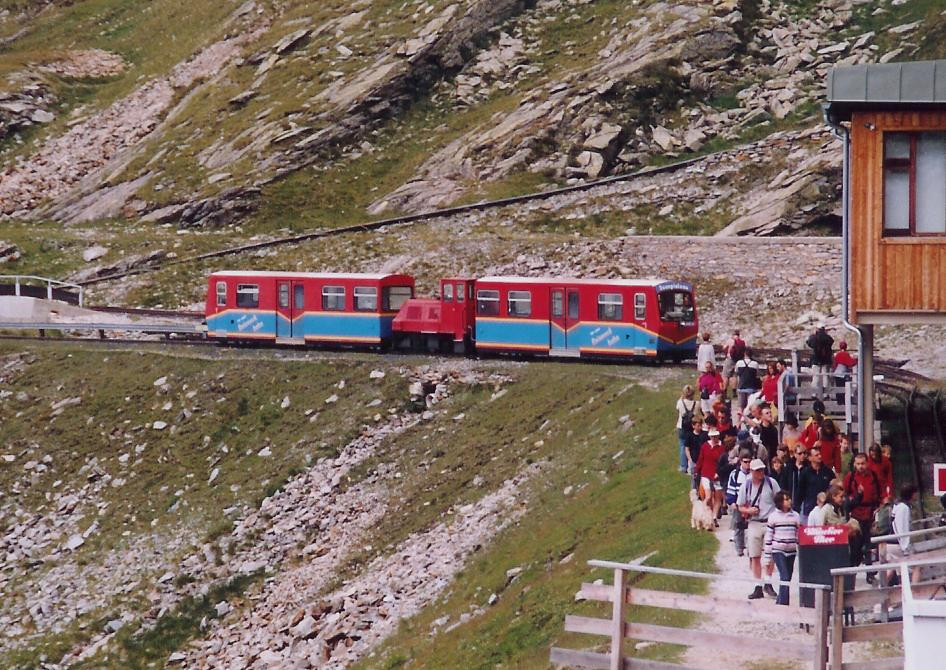
Endstation für den Personenverkehr, 2005
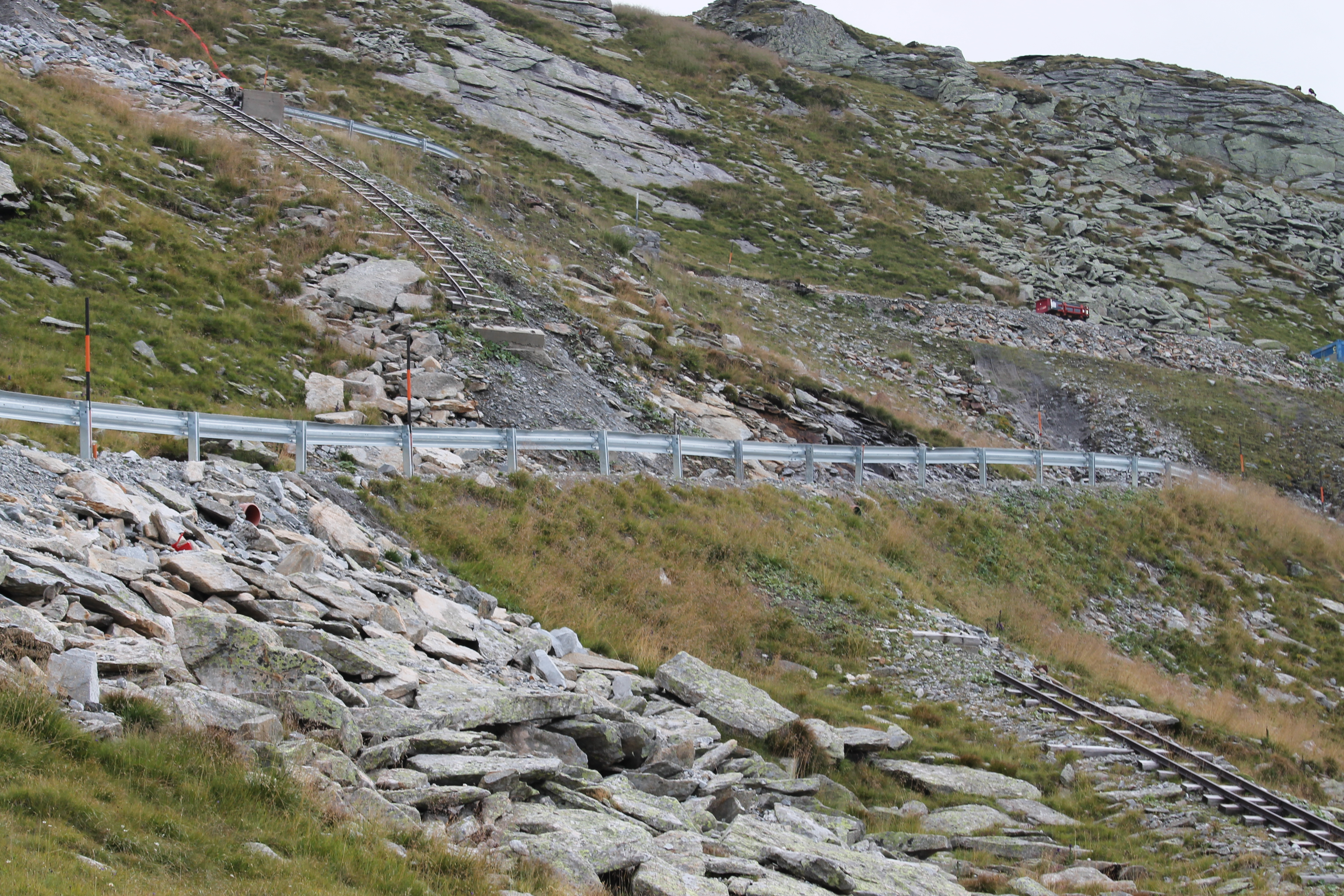
Reste der Seilzugstrecke, 2022
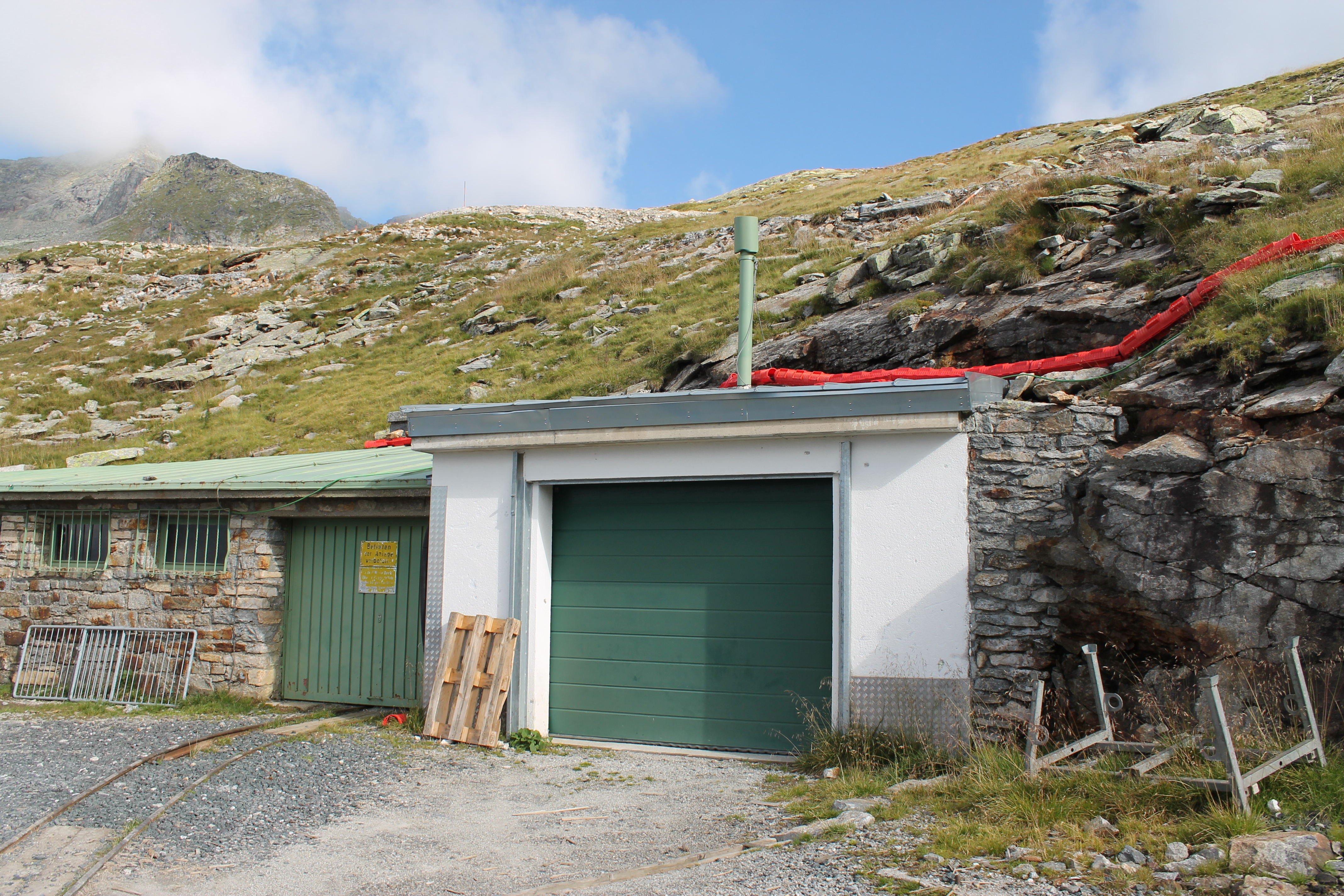
Ostportal der Materialbahn

## Fahrzeuge
| Bauart      | Baujahr | Hersteller                              | Fabriknummer | Bemerkungen                               |
| ----------- | ------- | --------------------------------------- | ------------ | ----------------------------------------- |
| JW 20       | 1960    | Jenbacher Werke                         | 2240         | Reservelok                                |
| JW 20       | 1963    | Jenbacher Werke                         | 2406         | Reservelok                                |
| JW DH40B6   | 1983    | Jenbacher Werke                         | 3.274.04     | Planlok                                   |
| AT          | 1975    | ex Limbergstollen, Umbau Franz Knotz    |              | Personaltransporte und Streckenkontrollen |
|             | 1956    | Schwechater Maschinenbau Johann Wessely |              | offener Personenwagen                     |
|             | 1956    | Schwechater Maschinenbau Johann Wessely |              | offener Personenwagen                     |
|             | 1983    | Franz Knotz                             | 6300/860.333 | Steuerwagen 01                            |
|             | 1983    | Franz Knotz                             | 6300/860.334 | Steuerwagen 02                            |
| Schneefräse | 1969    | Kahlbacher                              | 60–166       |                                           |

Bis zum Jahr 1983 wurden für den Personentransport offene Wagen mit 36 Sitzplätzen eingesetzt die an den Wagenenden über ein Abteil für den Zugbegleiter verfügten. Danach erfolgte die Lieferung von zwei Steuerwagen der Firma Knotz, mit einer Länge von 10 Metern und je 14 Sitz- und 20 Stehplätzen.
Die Höhenbahn war für Transporte von 6 Tonnen zugelassen.

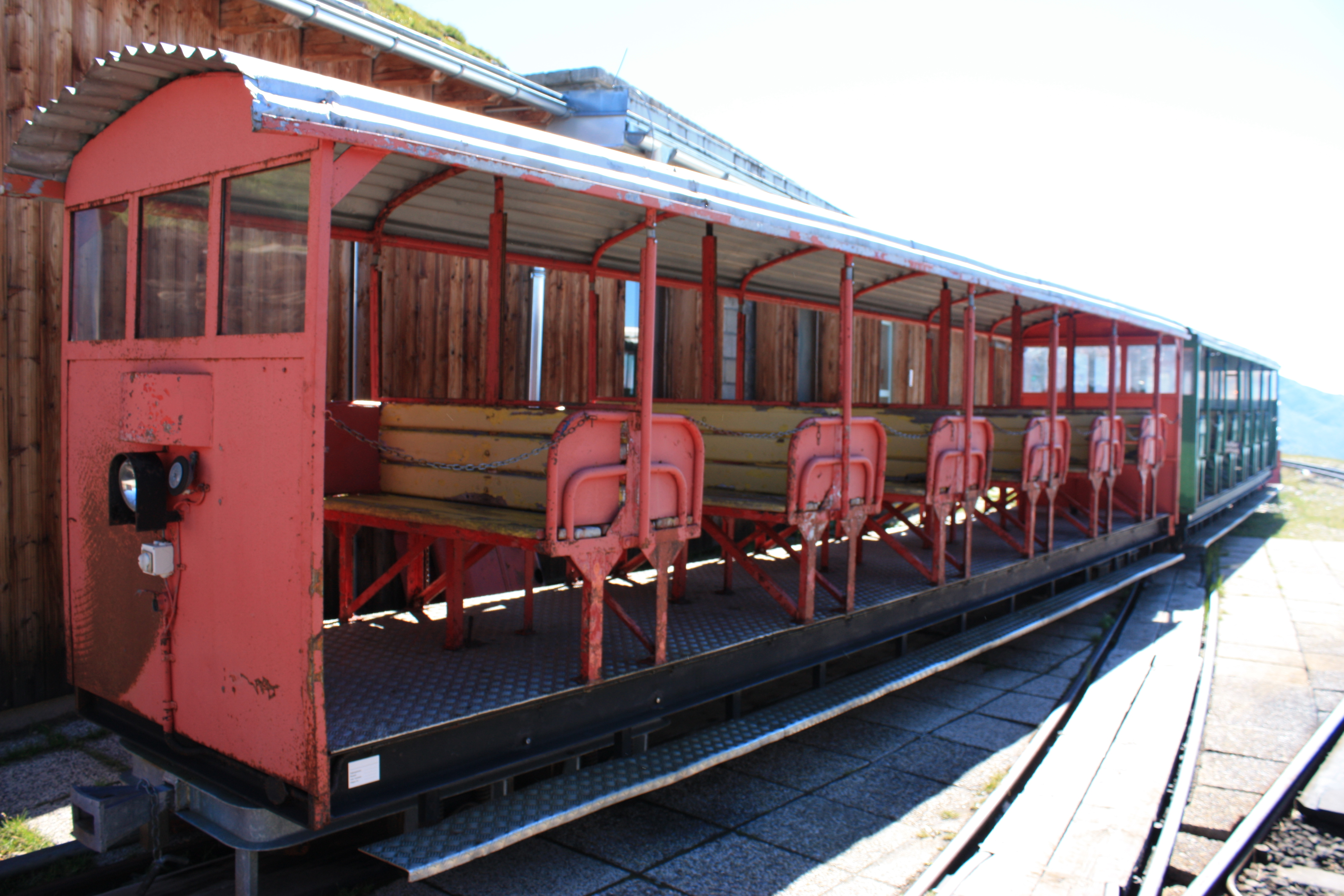
Die alten Wagen bis 1983 im Planbetrieb
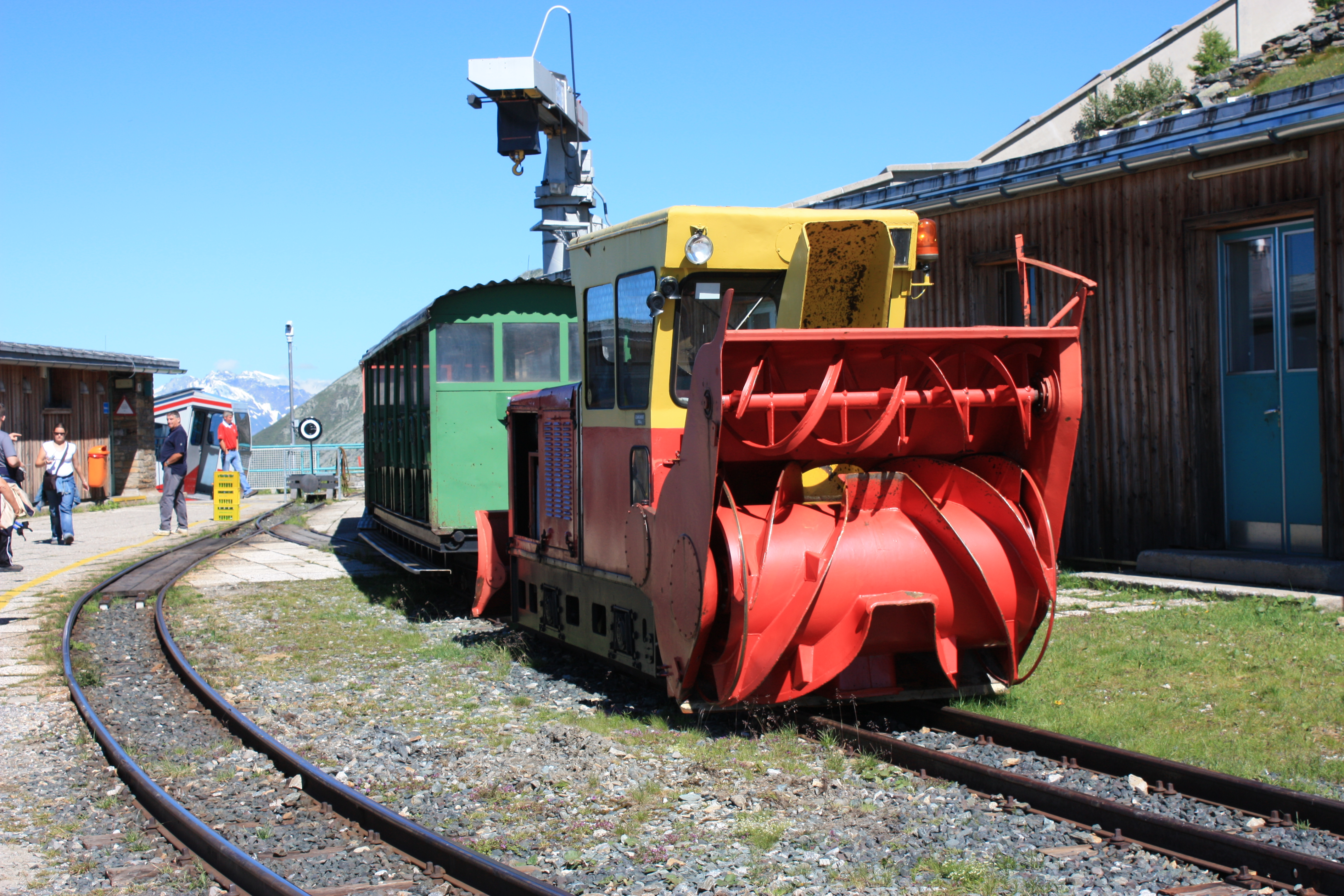
Die Kahlbacher-Schneefräse im Jahr 2014
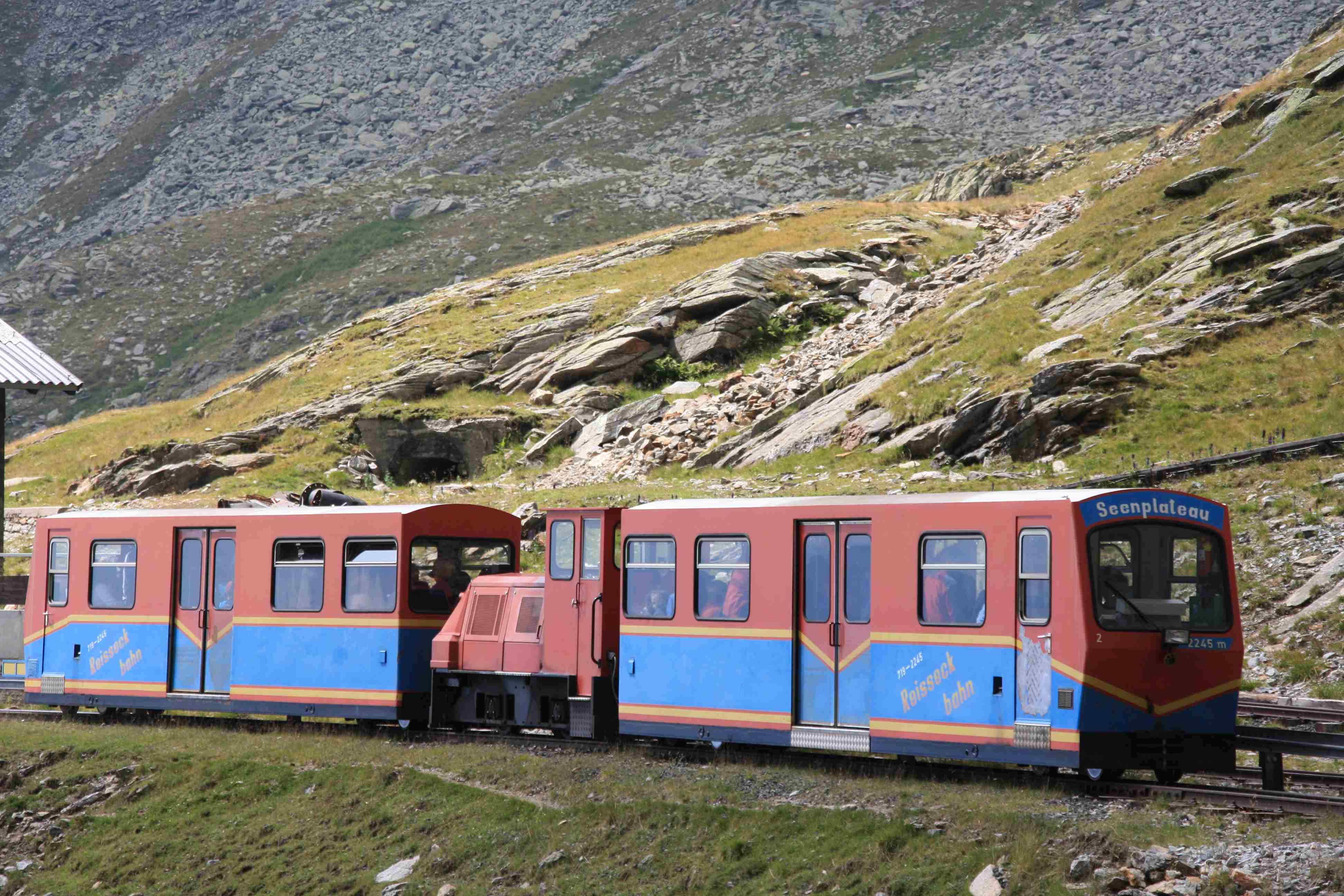
Die Schmalspurbahn mit der Lok DH40B6 in der Mitte
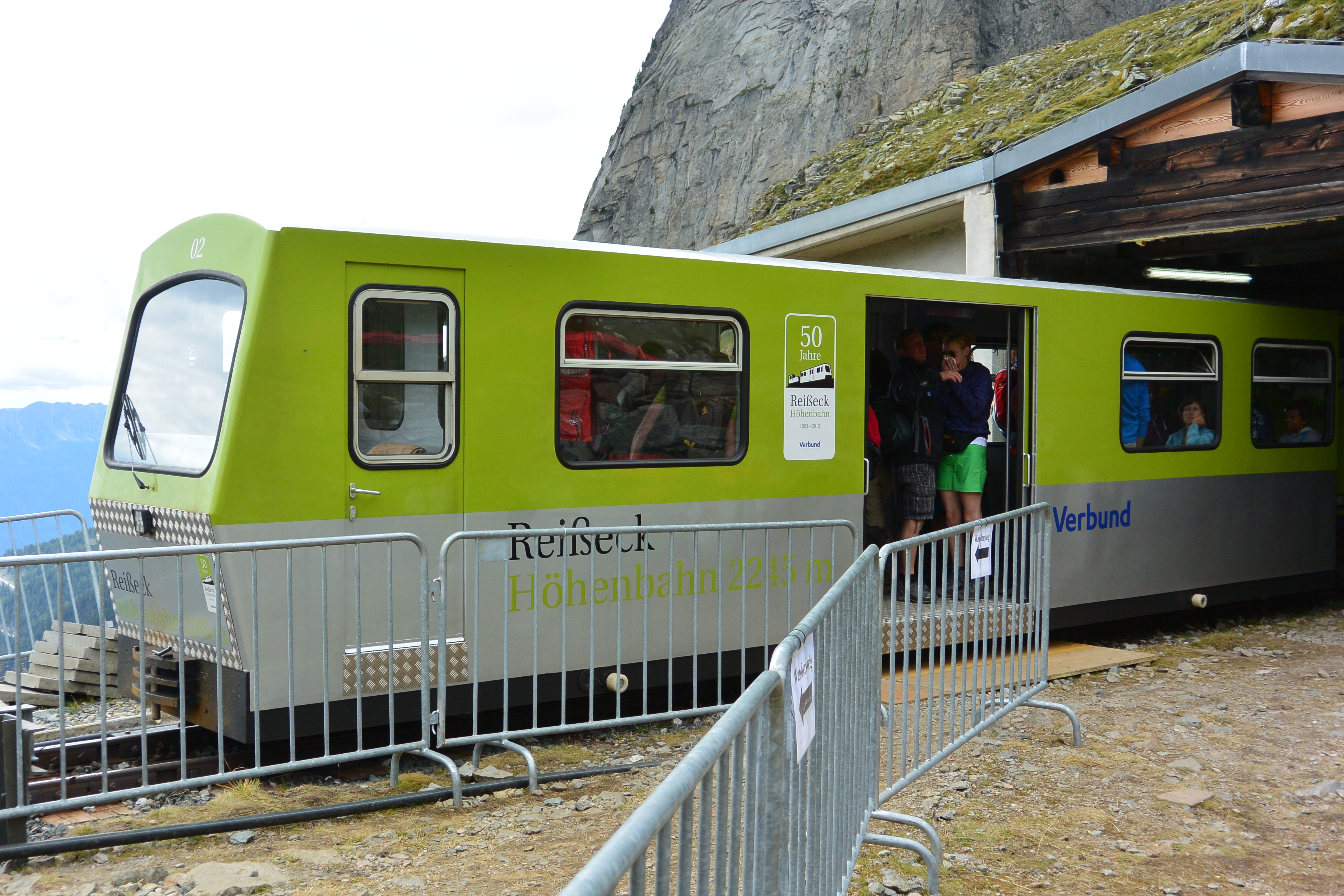
Zustand des Steuerwagens im Jahr 2014
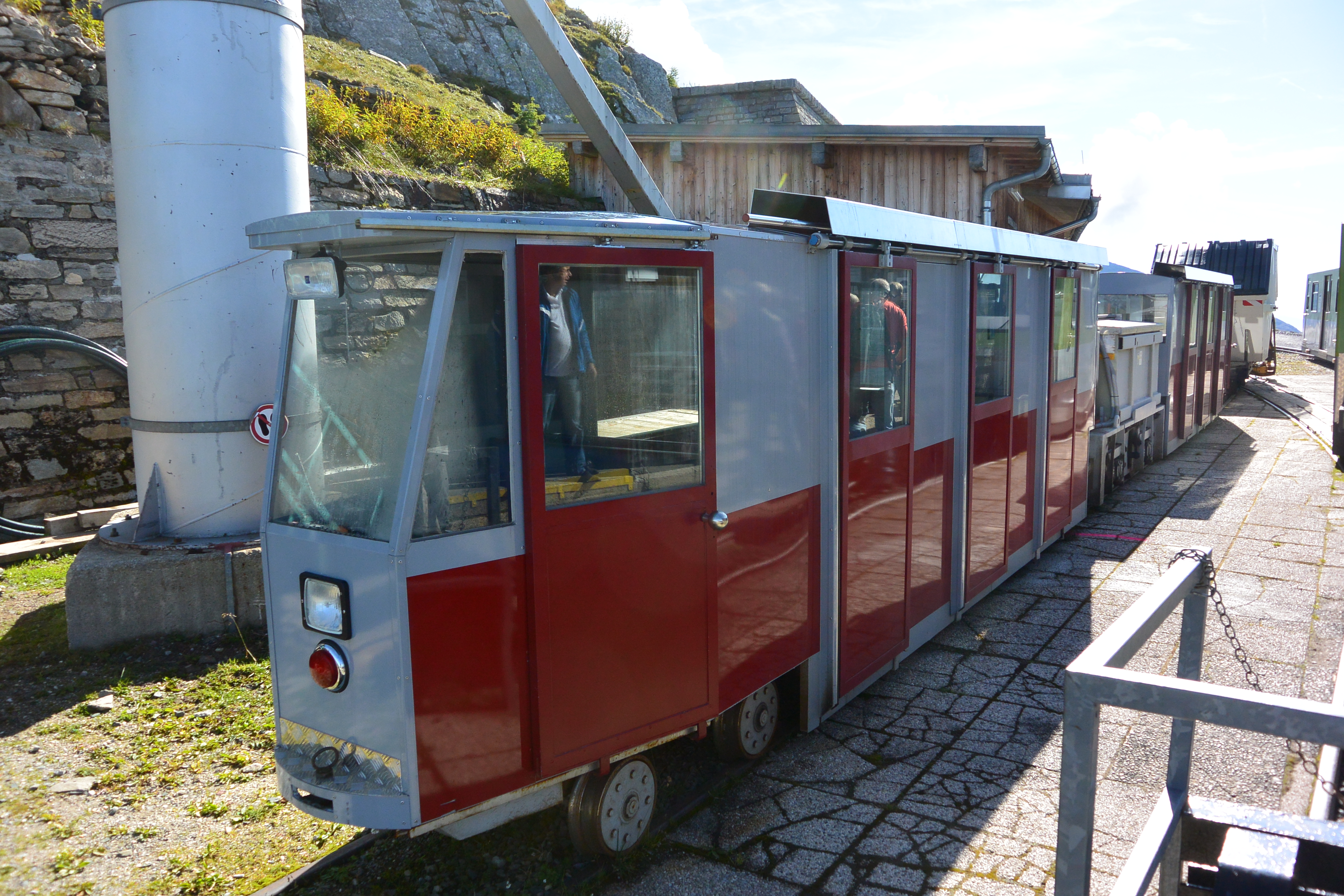
Der Limbergstollen-Triebwagen 2014

## Verbleib der Fahrzeuge
Die Pendelzugkomposition und weitere Fahrzeuge wurden verkauft und auf die Bahnstrecke Grevesmühlen–Klütz (Klützer Kaffeebrenner) in Mecklenburg-Vorpommern überstellt. Der Akkutriebwagen aus dem Limbergstollen gelangte im Juli 2018 von Klütz wieder zurück nach Österreich zur Liliputbahn im Wiener Prater. Die Reaktivierung des Triebwagens ist ein Projekt im Rahmen des Europäischen Kulturerbejahres 2018. 2023 kamen schließlich auch die Pendelzuggarnitur sowie die beiden offenen Personenwagen wieder zurück nach Österreich und befinden sich nunmehr als betriebsfähige Exponate im Eisenbahnmuseum Schwechat.